# Focke-Wulf Fw 190
El Focke-Wulf Fw 190 Würger va ser un avió de combat monoplaça alemany amb un motor radial dissenyat per Kurt Tank, en la dècada de 1930. Va ser usat per la Luftwaffe durant la Segona Guerra Mundial en una gran varietat de missions tot demostrant la seva polivalència. Igual que el Messerschmitt Bf 109 el Fw 190 va ser emprat com un "cavall de batalla ", utilitzat a tots els fronts en gran quantitat, i va demostrar ser adequat per a una àmplia varietat de funcions: caça de superioritat aèria, caça de combat, atac a terra, i també operà amb menys èxit com a caça nocturn.

## Història

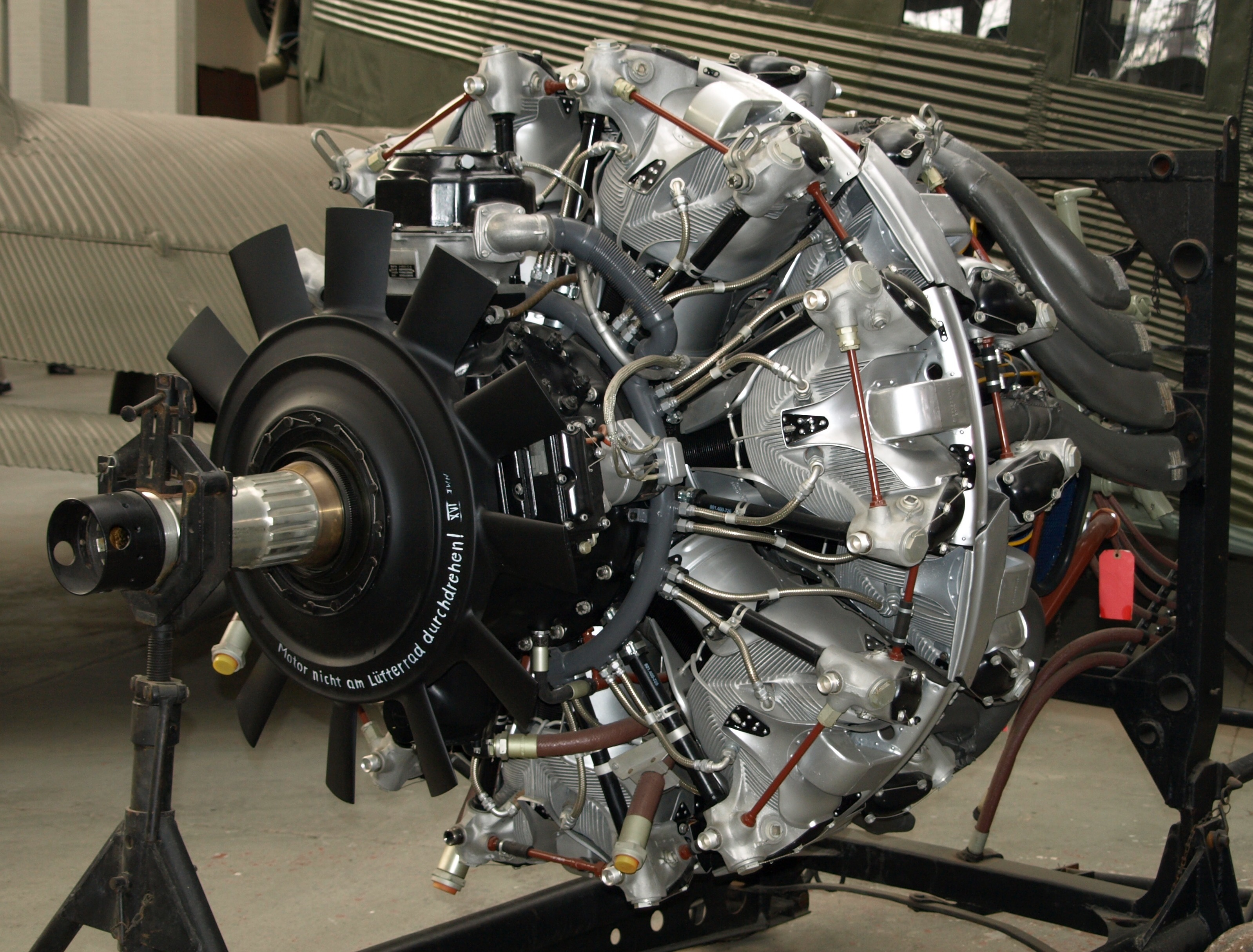
Motor BMW 801D, 14 cilindres radial (dues seccions de 7 cilindres).

A la tardor de 1937 el Ministeri de l'Aire nazi va començar a plantejar la necessitat de buscar un substitut pel Messerschmitt Bf 109 i, a la primavera de 1938, va demanar a Focke Wulf que fes propostes per a un nou caça. L'enginyer Kurt Tank va fer diverses propostes d'avions amb motors refrigerats per líquid, ja que en aquell moment es pensava que era la millor opció per rendiment, i una amb un motor radial BMW 139 refrigerat per aire, que va ser l'opció escollida finalment. Quan l'agost de 1938 es va rebre l'ordre oficial de produir 3 prototips Tank i el seu ajudant, l'enginyer R. Blaser, ja estaven treballant en el disseny.
Tot i que el prototip del FW-190 va fer el seu primer vol l'1 de juny de 1939 no serà fins a l'agost de 1941 quan el Fw 190 comença a operar sobre França, demostrant ràpidament ser superior en tots els aspectes, menys el radi de gir, al principal caça de la Royal Air Force: el Supermarine Spitfire Mk. V. Aquesta superioritat al front occidental va durar fins a la introducció de la variant Spitfire Mk. IX, que suposava una millora substancial, el juliol de 1942.

Més de 16.000 unitats de les diferents versions van ser construïdes fins al final de la guerra, mentre a França, SNCAC va produir unes altres 2.700 unitats

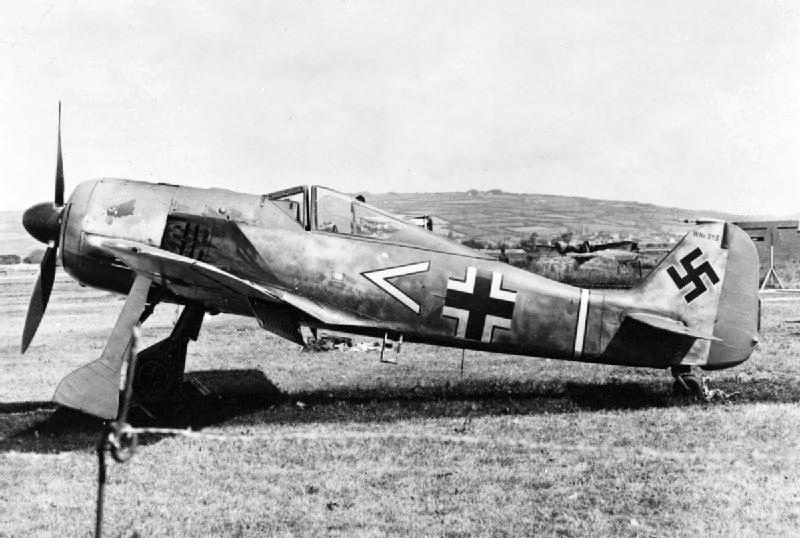
FW 190A-3 JG 2 (1942).

## Variants
Des del seu desenvolupament inicial diverses versions del Fw van ser fabricades.
- Fw 190 V1: Primer prototip que va volar per primer cop l'1 de juny de 1939 a Bremen pilotat per l'enginyer Flugkapitan Hans Sander.
- Fw 190 V2: El segon prototip incorporava una metralladora i dos canons MG 131 de 13 mm.
- Fw 190 V5: Va ser el primer amb el motor BMW 801 i es va fer amb dues mides d'ala.
  - Fw 190 V5k: Amb la mida d'ala original del V1. La k de la seva denominació ve de klein (petit en alemany).
  - Fw 190 V5g: Amb una envergadura superior per millorar la governabilitat. La g de la seva denominació ve de gross (gran en alemany).
- Fw 190A-0: Avió de presèrie, la majoria es van produir amb l'envergadura del V5g i es van utilitzar diverses motoritzacions, totes elles subtipus del BMW 801C i BMW 801D. L'armament constava de 4 metralladores MG 17 de 7,9 mm i 2 canons MG FF de 20 mm en les seccions alars externes.
- Fw 190A-1: Va ser el primer avió de sèrie, amb un motor BMW 801C-1, entregat des de la factoria de Marienberg a mitjans de 1941. També incorporava el FuG 25, un primitiu sistema IFF (identificació amic-enemic).
- Fw 190A-2: Va substituir 2 de les metralladores MG 17 per 2 canons MG 151 i també va ser construït sota llicència per AGO Flugzeugwerke i Arado Flugzeugwerke.
- Fw 190A-3: Anava equipat amb un motor BMW 801D-2 i equipament de caça bombarder. Les variants U3 i U4 van ser els primers Fw 190 amb càmeres per missions de reconeixement.
- Fw 190A-4: Es van incloure diferents instal·lacions d'armes i més blindatge pel pilot.
- Fw 190A-5: A causa de l'increment del pes de l'equip que portava es va introduir una proa més allargada per tal de reequilibrar-lo.
- Fw 190A-6: Portava una ala redissenyada i reforçada.
- Fw 190A-7: Es va simplificar el sistema elèctric i es va instal·lar un nou visor.
- Fw 190A-8: En aquest model es van instal·lar molts equips experimentals, sistemes millorats i combustible extra.
- Fw 190A-9: Versió amb el motor BMW 801 TS
- Fw 190S: Versió d'entrenament amb dos seients.

## Especificacions (Fw 190 A-8)
- Dimensions:
  - Ala: 10,51 m
  - Superfície de les ales: 18,30 m²
  - Llargada: 9,00 m
  - Alçada: 3,95 m
- Pes:
  - Buit: 3.200 kg
  - Carregat: 4.417 kg
  - Màxim: 4.900 kg
- Motor: 
  - Model: 1 BMW 801 D-2
  - Tipus: motor radial
  - Potència nominal: 1.250 kW (1.676 CV)
  - Potència màxima: 1.471 kW (1.973 CV)
    - Algunes unitats disposaven de sistemes d'injecció d'aigua i metanol (a baixa altitud) i d'òxid nitrós (a gran altitud).[5]
- Propietats:
  - Velocitat màxima: 656 km/h
  - Autonomia: 800 km
  - Sostre de servei: 11.410 m
- Armes: 
  - Metralladores: 
    - 2× Rheinmetall-Borsig MG-131 de 13 mm (sobre el motor)

  - Canons automàtics: 
    - 4× MG 151/20 de 20 mm.
- Tripulació: 1

## Cultura popular
En els simuladors de vol existeixen una o més variants del Focke-Wulf Fw 190, com el simulador de vol de codi obert FlightGear, així com en el sector comercial.